# Conny Jörneklint
Conny Sven Ingvar Jörneklint, född 4 februari 1949, är en svensk jurist som var lagman i Kalmar tingsrätt från 2006 till 2016.
Jörneklint utnämndes 11 januari 1990 till rådman i Eksjö tingsrätt. Den 9 mars 2006 utnämndes han till lagman i Kalmar tingsrätt.